# Harrsjöhån
Harrsjöhån är en sjö i Älvdalens kommun i Dalarna och ingår i Dalälvens huvudavrinningsområde. Sjön har en area på 0,151 kvadratkilometer och ligger 896,3 meter över havet. Sjön avvattnas av vattendraget Fulubågan.

## Delavrinningsområde
Harrsjöhån ingår i det delavrinningsområde (683794-133147) som SMHI kallar för Utloppet av Harrsjöhån. Medelhöjden är 905 meter över havet och ytan är 1,13 kvadratkilometer. Räknas de 3 avrinningsområdena uppströms in blir den ackumulerade arean 14,97 kvadratkilometer. Fulubågan som avvattnar avrinningsområdet har biflödesordning 4, vilket innebär att vattnet flödar genom totalt 4 vattendrag innan det når havet efter 550 kilometer. Avrinningsområdet består mestadels av skog (53 procent) och kalfjäll (32 procent). Avrinningsområdet har 0,14 kvadratkilometer vattenytor vilket ger det en sjöprocent på 12,7 procent.